# Bob l'éponge : La Créature du crabe croustillant
Bob l'éponge: La Créature du crabe croustillant (SpongeBob SquarePants: Creature from the Krusty Krab) est un jeu vidéo de plate-forme sorti en Europe, aux États-Unis et au Japon sur consoles et PC en 2006. Il a été développé par Blitz Games et édité par THQ.

## Synopsis
Bob, accompagné de son compère Patrick et de Plankton, va devoir passer par des phases de plates-formes et des courses ou encore tenter d'échapper à un monstrueux hamburger géant au cours d'un curieux cauchemar...

## Univers
Le jeu se déroule dans l'univers du dessin animé Bob l'éponge, et plus précisément dans un cauchemar de Bob, en passant par Bikini Bottom et autre lieu de la série.

## Personnages
- Bob : le héros que l'on incarne le long du jeu. Bob est une éponge un peu naïf mais généreux.
- Patrick : l'ami de bob. C'est une étoile de mer naïve qui accompagne toujours Bob.
- Plankton : personnage détestable, il tente toujours de voler la recette du pâté de crabe pour son restaurant.

## Voix originales
- Tom Kenny : Bob l'éponge, Gary, Narrateur
- Bill Fagerbakke : Patrick
- Mr. Lawrence : Plankton
- Mary Jo Catlett : Mme Puff
- Jill Talley : Karen
- Dee Bradley Baker : Jenkins
- Joe Alaskey : L'Homme Sirene

## Accueil
- Gamekult : 5/10 (Wii)[1]
- Jeuxvideo.com : 11/20 (PS2/GC/Wii)[2] - 6/20 (PC)[3] - 8/20 (DS)[4] - 13/20 (GBA)[5]